# Северосибирска низина
Сѐверосибѝрската низина или Таймирска низина (на руски: Северо-Сибирская низменность, Таймырская низменность) е обширна низина в северната част на Сибир, разположена в северната част на Красноярски край и северозападната част на Якутия в Русия. Простира се на протежение от 1400 km от Енисейския залив на запад до река Оленьок на изток. На север достига до южното подножие на планината Биранга и югозападните брегове на море Лаптеви, а на юг плавно се повишава към Средносибирското плато. Максималната ѝ ширина в средните части достига до 600 km.

## Географска характеристика

### Геоложки строеж, релеф, полезни изкопаеми
Северосибирската низина е изградена основно от морски и ледникови наслаги, разположени върху пясъчници и глинести шисти. В централната ѝ част в посока изток-североизток се простират дълги и плоски ридове с височина 200 – 300 m, които рязко се извисяват над широките силно заблатени понижения изпъстрени с хиляди малки термокарстови езера. Повсеместно в низаната е разпространена вечно замръзналата почва. В пределите на низината са установени големи находища на нефт, газ и каменни въглища.

### Климат
Климатът е субарктичен, континентален, със студена и продължителна (7 – 8 месеца) зима и кратко и прохладно лято. Средна януарска температура от –30 °C на запад до –35–37 °C на изток. Средна юлска температура от 6 °C до 10 °C. Снежната покривка се задържа около 265 денонощия. Годишната сума на валежите е 250 – 300 mm.

### Води
По Северосибирската низина протичат множество големи реки: Пясина с притоците си Дудипта, Агапа, Янгода и Пура; Горна Таймира с притоците си Горбита и Логата; Хатанга със съставящите си Хета и Котуй и техните притоци Боганида, Боярка, Голяма Романиха, Маймеча и Новая; Голяма Балахня; Попигай; Анабар с притоците си Удя и Харабил; Уеле; Оленьок с притоците си Бур и Буолкалах и др.
В низината са разположени хиляди езера най-големи от които са: Таймир, Пясино, Лабаз, Портнягино, Кунгасалах и др.

### Почви, растителност
Преобладават блатните и глинесто-блатните почви със слабо развит хумусен хоризонт. В северната част на низината е развита лишейната тундра, в южната – храстовидната тундра, а по крайната ѝ южна периферия – лесотундрата. На запад, където климатът е по-слабо суров има редки гори от сибирска лиственица, а на изток – редки гори от даурска лиственица.

## Национален атлас на Русия
- Полуостров Таймир и Северосибирска низина[2]